# Pak Čang-sun
Pak Čang-sun (korejsky 박장순 (Bak Jang-sun)) nebo (anglicky Park Jang-soon), (10. dubna 1967 v Porjongu, Jižní Korea) je bývalý korejský zápasník – volnostylař, olympijský vítěz z roku 1992 a trojnásobný olympijský medailista.

## Sportovní kariéra
Volnému stylu se začal věnovat na střední škole. V roce 1987 se poprvé objevil v jihokorejské seniorské reprezentaci a v roce 1988 startoval před domácím publikem na olympijských hrách v Soulu v lehké váze. V sedmém kole se utkal o vítězství ve skupině B s Američanem Natem Carrem a zvítězil. Ve finále narazil na suveréna lehké váhy Arsena Fadzajeva ze Sovětského svazu a po prohře slavil nečekanou stříbrnou olympijskou medaili. V roce 1992 startoval na olympijských hrách v Barceloně ve velterové váze a opět se dokázal na vrchol připravit. V souboji o první místo ve skupině porazil v pátém kole Íránce Amír'rezu Chádema o bod a ve finále mu stačil jediný bod k vítězství nad Američanem Kenny Mondayem. Získal zlatou olympijskou medaili. V roce 1993 získal svůj jediný titul mistra světa v kanadském Torontu. V roce 1996 startoval na olympijských hrách v Atlantě a opět předváděl své pasivní zápasnické umění. Ve finále však prohrál s vycházející hvězdou Buvajsarem Sajtijevem a získal stříbrnou olympijskou medaili. Sportovní kariéru ukončil v roce 1997. Věnuje se trenérské práci. Řadu let byl hlavním trenérem jihokorejské volnostylařské reprezentace.

## Výsledky
| Turnaj            | 1987       | 1988       | 1989       | 1990       | 1991           | 1992           | 1993           | 1994           | 1995           | 1996           |
| Turnaj            | 20         | 21         | 22         | 23         | 24             | 25             | 26             | 27             | 28             | 29             |
| Turnaj            | lehká váha | lehká váha | lehká váha | lehká váha | velterová váha | velterová váha | velterová váha | velterová váha | velterová váha | velterová váha |
| ----------------- | ---------- | ---------- | ---------- | ---------- | -------------- | -------------- | -------------- | -------------- | -------------- | -------------- |
| Olympijské hry    |            | 2.         |            |            |                | 1.             |                |                |                | 2.             |
| Mistrovství světa | 6.         |            | —          | ?          | 5.             |                | 1.             | —              | —              |                |